# Sudhaus-Schule
Die Sudhaus-Schule war ein privates Mädchenlyzeum und eine Höhere Lehranstalt in Hannover. Die Schule wurde von 1892 bis 1939 von Frauen der Familie Sudhaus geführt und geprägt. In dieser Zeit firmierte sie unter verschiedene Bezeichnungen, wie Sudhaus-Schule ab 1902, Sudhaus-Lyzeum mit staatlicher Anerkennung ab 1909, Privat-Lyzeum Sudhaus Hannover und als Trägerverein Sudhaus-Lyzeum e. V. ab 1930. Die Schule war staatlich anerkannt und wurde 1939 geschlossen.

## Geschichte
Eine erste Erwähnung der Schule gab es 1818 als private Unterrichtsanstalt für „Junge Frauenzimmer“. Von 1818 bis 1827 war Marianne Eisendecher die Leiterin und ab 1825 ihre Tochter Henriette Eisendecher unter der Bezeichnung „Eisendecher'sches Pensions-Institut“, private Töchter-Schule mit Internat. Von 1827 bis 1861 war Marianne Ebeling die Leiterin der Schule mit Internat unter der Bezeichnung „Institut der Geschwister Ebeling“. Zwischen 1861 und 1877 war die Leiterin Minna Westerhausen und die Schule trug die Bezeichnung „Lehranstalt Minna Westerhausen“. Von 1877 bis 1892 hatten die drei Schwestern Marie, Ida und Mathilde Ahrens die Leitung.
Von 1892 bis 1904 unterstand die Leitung der Schule Anna Sudhaus (* 7. Juli 1862 in Trier; † 5. Juli 1945 in Hannover). Sie leitete die Schule in Kooperation mit ihren Schwestern Sophie Sudhaus (* 11. Januar 1864 in Haspe (Westfalen); † 24. März 1954 in Ilten-Sehnde) – die ernste – und Elisabeth (Lisbeth) Sudhaus (* 26. September 1865 in Duisburg; † 21. April 1952 in Ilten-Sehnde) – die fröhliche. Deren Vater ist der Ingenieur Wilhelm Sudhaus.
1904 übernahm deren Cousine Hildegard Sudhaus (* 12. März 1878 in Treptow (Rega); † 15. Januar 1961 in Hannover) die Leitung von Anna, die 1904 wegen Heirat mit Vetter Siegfried Sudhaus ausscheiden musste (Lehrerinnenzölibat von 1880 bis 1957). 1927 wurde Maria Linnemann Direktorin, da ab dann nur eine Akademikerin die Schule leiten durfte. Geschwister von Hildegard Sudhaus sind der Pfarrer Paul Sudhaus und der Philologe Siegfried Sudhaus.
Bemerkenswert ist, dass die Schule bereits 1818 ein Familienbetrieb war und immer eine weibliche Leitung besaß. Sie war von Beginn an mit einem Internat verbunden. Geführt wurde die Schule im evangelischen Sinn mit den Werten Glaube, Pflichtbewusstsein und Nächstenliebe. Nur wenige Schüler anderer Konfessionen (katholisch, jüdisch) besuchten sie. Von Beginn an besuchten jedoch ausländische Schülerinnen die Schule. Eine Besonderheit war, dass die Schulleitung die Eltern von Beginn an aktiv in das Schulleben einbezogen hat.
Sophie und Elisabeth Sudhaus waren die Besitzer der Privatschule von 1892 bis 1930. Hildegard Sudhaus („Fräulein Hilde“), Schulleiterin ab 1904, war die prägende Persönlichkeit. Sie hat die Schule 23 Jahre geleitet und dort bis 1937 unterrichtet. Sophie und Elisabeth Sudhaus sind 1930 nach 38 Jahren in den Ruhestand gegangen. Darum erfolgte 1930 die Gründung des eingetragenen Vereins „Sudhaus-Lyzeum e.V.“ als neuer Träger der Schule. Sie nannte sich danach „Privatlyzeum Sudhaus Hannover. Oberschule für Mädchen“.
Ab etwa 1910 wurde eine enge Verbindung mit der Pestalozzi-Stiftung in Burgwedel und dem Stephansstift in Hannover gepflegt, die sich bis heute der Jugendarbeit widmen. Gute Zusammenarbeit bestand mit der Evangelisch-lutherischen Landeskirche Hannovers; dabei ist besonders Pastor Heinrich Grimm – später Superintendent – zu nennen, dessen Töchter die Sudhaus-Schule besuchten.
1863 gab es 50 Schülerinnen in 3 Klassen und 1874 ebenso. 1892 waren es 90 Schülerinnen und 1900 bereits 180 Schülerinnen. 1913 gab es 248 Schülerinnen in 10 Klassen (Klasse 1 bis 10, bzw. in späterer Schreibweise: Klasse X bis UII) mit 25 Lehrkräften. Die ersten vier Klassen waren die Vorschule, das eigentliche Lyzeum begann mit der 5. Klasse. 1931 waren es bereits 300 Schülerinnen. Da die Schule nur bis zur Klasse 10 (Untersekunda, UII) ging, musste zur Erlangung des Abiturs die Schule gewechselt werden, beispielsweise auf ein Oberlyzeum. Das Schulgeld betrug 1937 im Monat 22 Mark für Einheimische und 25 Mark für Auswärtige.
Bereits 1818 bestand die Mädchenschule in der Köbelinger Straße 7 im Stadtzentrum (als „Erziehungsanstalt“ im Hannoverschen Adressbuch von 1849). Vermutlich gab es die Schule schon vorher. 1870 erfolgte der Umzug zum Georgsplatz 10, 1874 der Umzug in den Warmbüchenkamp 13/14, einem klassizistischen Backsteingebäude, wo sie bis zum Schluss blieb. Die sehr angesehene Schule wurde nach über 120 Jahre ihres Bestehens am 23. März 1939 geschlossen, da nur noch staatliche Schulen zugelassen waren. Das Gebäude wurde bei den Luftangriffen auf Hannover im Zweiten Weltkrieg zerstört.
Nach der Schließung der Schule Ostern 1939 – nach 121 Jahren – wurde der „Verein ehemaliger Lehrerinnen und Schülerinnen des früheren Sudhaus-Lyzeums Hannover e. V.“ gegründet. Gleich nach dem Zweiten Weltkrieg gab es den vergeblichen Versuch, die Schule wieder zu eröffnen. Der Verein wurde 1965 gelöscht. Hildegard Sudhaus wurde 1961 auf dem Stadtfriedhof Seelhorst in Hannover beerdigt und am 21. März 1961 veranstaltete der Schulverein Sudhaus-Lyzeum ein Gedenkstunde für sie. Sophie und Elisabeth Sudhaus wurden auf dem Stadtfriedhof Stöcken in Hannover auf der Grabstätte der Eltern beigesetzt.
Unterlagen zur Sudhaus-Schule befinden sich im Stadtarchiv Hannover und in der Staatsbibliothek zu Berlin.

## Bekannte Schüler
- Annelise Modrze (1901–1938), Klassische Philologin und Bibliothekarin, Schülerin des Sudhaus-Lyzeums von 1908 bis 1918